# Klimatyzacja automatyczna

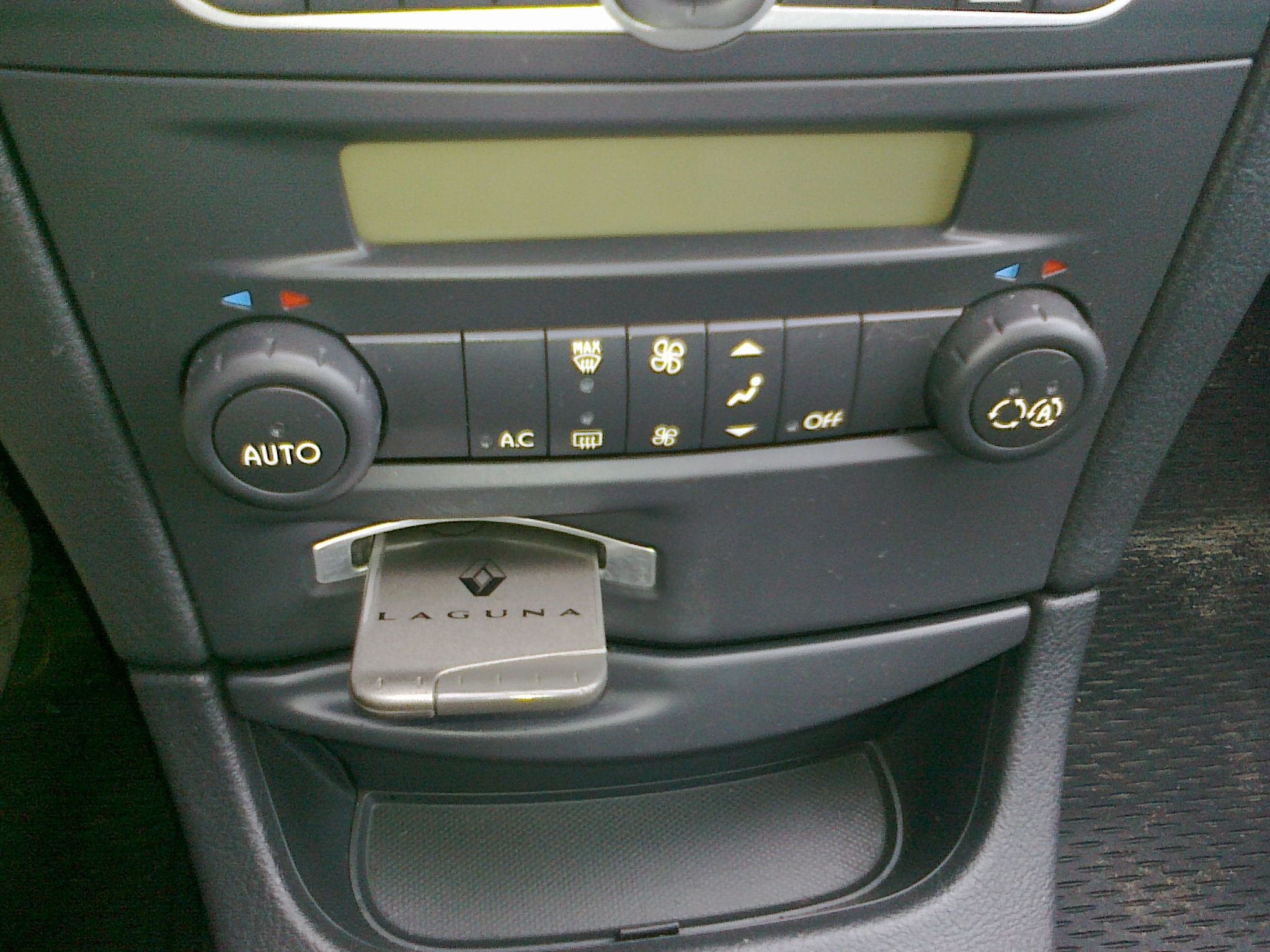
Klimatyzacja automatyczna – Renault Laguna – panel sterowania

Klimatyzacja automatyczna (ang. climate control, niem. Klimaautomatik) – układ klimatyzacji, szczególnie samochodowej, zapewniającej kontrolę automatyczną parametrów klimatyzowanej przestrzeni, na ogół – kabiny pojazdu. Istnieje wiele koncepcji (szczególnie w kontekście liczby parametrów wejściowych i wyjściowych układu) i wiele rozwiązań technicznych takich układów. W każdym momencie użytkowania istnieje jednak możliwość przełączenia się na tryb ręczny, który pozwala na zmianę wyjściowych ustawień.
Potocznie używana nazwa „klimatronik”, „climatronik” pochodzi od CLIMAtronic, nazwy popularnego systemu klimatyzacji automatycznej samochodów koncernu Volkswagen.

## Elementy układu
Jako układ techniczny, klimatyzacja automatyczna składa się na ogół z:
- źródeł grzania (w samochodzie – silnik, czasem nagrzewnica postojowa),
- źródeł chłodzenia (klasyczny układ klimatyzacji),
- szeregu czujników wejściowych (czujniki temperatur, prędkości, nasłonecznienia, itp. nawet kilkudziesięciu parametrów),
- efektorów układu (napędy przepustnic nawiewów, sterowniki wentylatorów, sprzęgła sprężarek, itp.)
- wyspecjalizowanego sterownika (komputera) będącego „sercem” układu jako zespół zależnych regulatorów, z przyłączonym lub wbudowanym panelem – interfejsem użytkownika (z wyświetlaczami i przyciskami itp.).

## Typologie

### Typologia według funkcjonalności układu
- W wersji minimalnej układ regulacyjny powinien zapewniać stałą temperaturę w klimatyzowanej przestrzeni, tzn. powinien mierzyć temperaturę wewnętrzną i sterować elementami odpowiedzialnymi za grzanie i chłodzenie (przepustnice powietrza nawiewanego, wentylatory, układ chłodniczy). Czasem nazywana „klimatyzacją półautomatyczną”.

- W wersji rozszerzonej układ przeważnie zapewnia obok stabilizacji temperatury także osuszanie – uwzględnia dodatkowo np. temperaturę zewnętrzną, dostępne temperatury czynników (np. zimny silnik – brak ogrzewania), temperatury w kanałach nawiewów, stany przejściowe układu (kierowanie nawiewów na zaparowane szyby w celu osuszania), itp.; sterowanie wentylatorami przeważnie jest płynne, odbywa się bezstopniowo lub regulatorem o dużej liczbie stopni, np. 20 i więcej. Jest to typowy obecnie standard klimatyzacji automatycznej w pojazdach.

- W wersji najbogatszej układy uwzględniają dodatkowo np. prędkość pojazdu (wpływającą na pracę wentylatorów), nasłonecznienie jako poprawkę dla natężenia pracy układu chłodzenia, otwarcie drzwi i okien itp. stany wpływające na pracę układu. Sterowanie nawiewami potrafi uwzględniać ew. strefy, kierunki, a nawet kilka poziomów (warstw) w kabinie, różnicując temperaturę przy podłodze i suficie, itp.

### Typologia według liczby stref z osobną regulacją
Inny podział układów regulacji odnosi się do liczby stref niezależnie (na ile można mówić o niezależności w przypadku relatywnie małej przestrzeni kabiny) klimatyzowanych. Najprostsze rozwiązanie to układ jednostrefowy, gdzie kabina pojazdu jest traktowana jako jedna przestrzeń. Układy dwustrefowe, bardziej rozbudowane, posiadają dwie niezależne strefy, w których starają się utrzymać zadane parametry, np. jedna strefa grzeje, gdy inna chłodzi (na ogół różnice nastaw są ograniczone programowo do kilku stopni). Spotyka się różny podział stref, zarówno prawo-lewo (np. kierowca i pasażer na przednich siedzeniach siedzą w różnych strefach, np. Ford Scorpio, Opel Omega jak też przód-tył (spotykane w vanach, np. Volkswagen Sharan). W najwyższym segmencie spotyka się układy o większej liczbie stref, np. czterostrefowe, dla każdego pasażera oddzielnie. Istnieją rzadko spotykane rozwiązania, gdzie nie tylko układ sterowania jest wielostrefowy, ale też układy techniczne są wielokrotne, np. każda strefa ma w pełni niezależne nagrzewnice i układy chłodnicze (sprężarki, wymienniki).